# Axel Morath
Bror Axel Morath, född 14 november 1929 på Alnön, död 9 januari 2009 i Hässelby församling, var en svensk ämbetsman inom åklagarväsendet, som mellan 1983 och 1994 var biträdande riksåklagare.
Morath blev jur.kand. 1957 och tog därefter distriktsåklagarexamen. Han fortsatte sedan sina åklagarstudier innan han blev byråchef vid åklagarens kansli, chefsåklagare i Stockholm samt länsåklagare i Uppsala. 1983 blev Morath biträdande riksåklagare, en post han innehade till sin pensionering 1994. Under 1980-talet hade Morath riksåklagarens post att se över utbildningen av åklagare.
När riksåklagaren tog över Palmeutredningen fick Morath förtroendet att överta ledningen för förundersökningen. Morath är begravd på Lovö skogskyrkogård.